# Norman Mailer

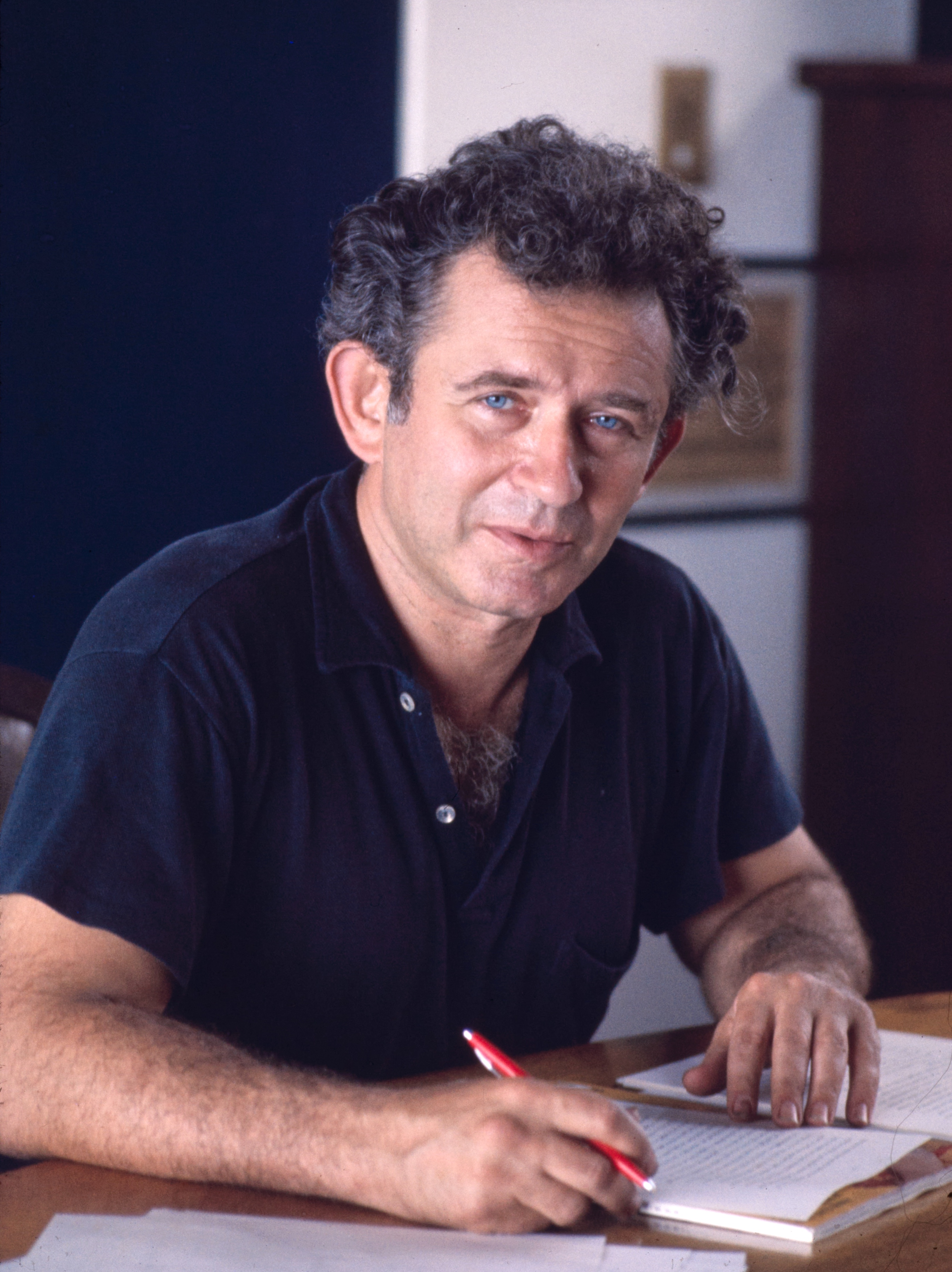
Norman Mailer, 1967

Norman Kingsley Mailer (* 31. Januar 1923 in Long Branch, New Jersey; † 10. November 2007 in New York City) war ein US-amerikanischer Schriftsteller und Regisseur sowie zweimal mit dem Pulitzer-Preis ausgezeichneter Journalist. Zu seinen bedeutendsten Werken gehört der Kriegsroman Die Nackten und die Toten.

## Leben

### Kindheit und Jugend
Norman Mailer entstammte einer jüdischen Familie. Sein Vater Isaac Barnett Mailer war der Sohn eines aus Südafrika eingewanderten relativ erfolglosen Geschäftsmannes. Die dominierende Figur der Familie war seine Mutter Fanny Schneider, deren Vater Lebensmittelhändler in Long Branch und zugleich der inoffizielle Rabbiner seiner Stadt war. Normans Schwester Barbara war vier Jahre jünger als er.
Als Norman Mailer neun Jahre alt war, zog seine Familie nach Crown Heights im New Yorker Stadtteil Brooklyn. Dort glänzte er als Schüler mit solch hervorragenden Zeugnissen, dass er sich mit 16 Jahren als Harvard-Student für Flugingenieurwesen einschreiben konnte. Hier fiel er zunächst mit seiner Vorliebe für exzentrische Kleidung auf. Nach der Lektüre von James T. Farrells Studs Lonigan, John Steinbecks Früchte des Zorns (Grapes of Wrath) und U.S.A. von John Dos Passos beschäftigte sich Mailer zunehmend mit Literatur.
Er erzählte, er habe sich zum Ziel gesetzt, 3000 Wörter pro Tag zu schreiben, um so von seinen schlechten Schreibgewohnheiten loszukommen. 1943 graduierte er als Ingenieur. Er begann einen unveröffentlichten Romanerstling und heiratete im Januar 1944 Bea Silverman. Im Frühling 1944 wurde er zur US Army einberufen und in den Pazifikkrieg geschickt.

### Der erste Erfolg

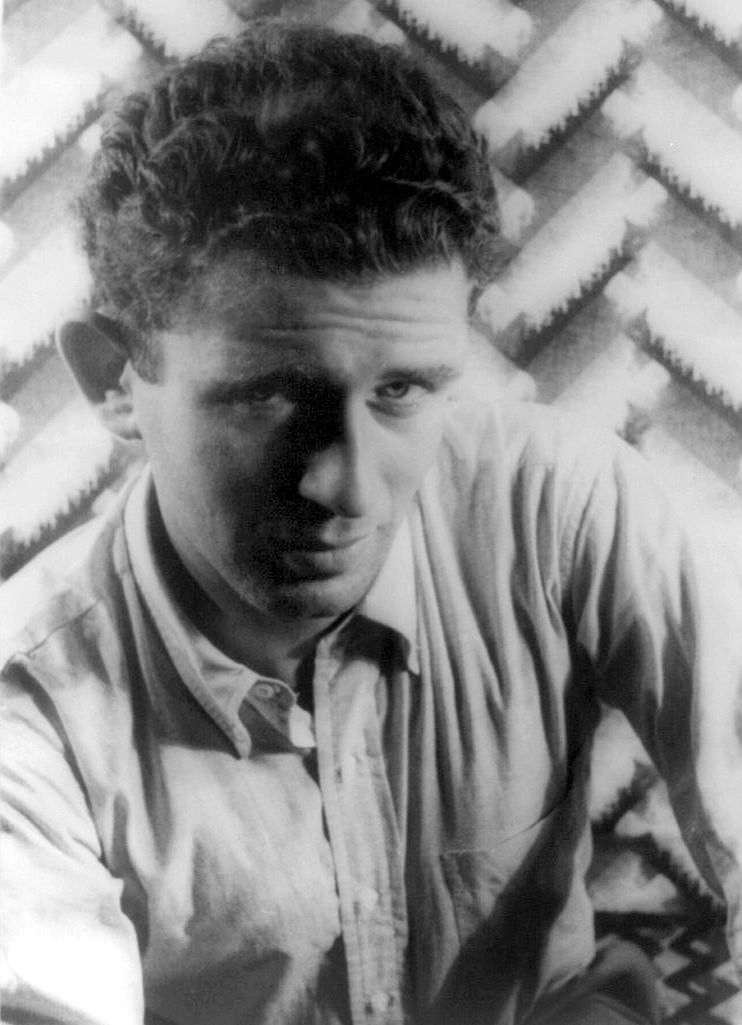
Norman Mailer fotografiert von Carl Van Vechten, 1948

Seine Erlebnisse als Soldat an der Pazifikfront verarbeitete er in seinem ersten erfolgreichen Roman Die Nackten und die Toten (1948), der ihn schnell zu einer Größe in der US-amerikanischen Literaturszene und auf dem internationalen Markt werden ließ. In weiteren Werken sind Gewaltbereitschaft und sexuelle Neurosen Themenschwerpunkte.
Mailer gehörte mit Dan(iel) Wolf und Ed(win) Fancher im Herbst 1955 zu den Begründern der New Yorker Wochenzeitung The Village Voice, die neben investigativen Artikeln und politischen Analysen auch kulturelle Berichte veröffentlicht. In seinem 1955 veröffentlichten Roman The Deer Park (deutsche Übersetzung Der Hirschpark 1956) zeichnet er ein sozialkritisches Bild der Nachkriegszeit der McCarthy-Ära. Im November 1960 verletzte Mailer seine zweite Frau Adele Morales schwer mit einem Taschenmesser. Dies geschah am Ende einer alkoholreichen Party, auf der er seine Absicht publik machte, für die New Yorker Bürgermeisterwahlen 1961 zu kandidieren. Er wurde inhaftiert und seine Frau operiert. Sie zeigte ihn nicht an, veröffentlichte aber 1997 das Buch The Last Party über die Abgründe dieser Ehe und die Tatnacht. Sie erklärte im Interview mit Matthias Matussek, dass sie aus Sorge um ihre finanzielle Situation gegenüber der Justiz über den Hergang der Tat gelogen hatte und zunächst verheiratet blieb. 1963 lernte er Beverley Bentley kennen. Die beiden heirateten noch im selben Jahr, führten eine turbulente Ehe, entfremdeten sich 1969 und ließen sich 1980 scheiden. Sie hatten zwei Söhne, Stephen und Michael.
Mailer war ein passionierter Boxer und ging keiner Auseinandersetzung aus dem Weg. Mit dem Schriftstellerkollegen Gore Vidal verband ihn eine innige Feindschaft, die sich auf unterschiedliche Ansichten über die amerikanische Frauenbewegung gründete. Im Vorfeld der Dick Cavett Show am 2. Dezember 1971 kam es zur ersten handgreiflichen Auseinandersetzung zwischen beiden. In der Maske versetzte Mailer Vidal einen Kopfstoß. In der darauf folgenden Sendung lieferten sich beide einen verbalen Schlagabtausch. Während einer Dinner-Party 1977 in Manhattan schüttete er Vidal Whisky ins Gesicht, schlug ihm mit seinem Kopf auf dessen Kopf und mit der Faust auf den Mund.

### Die produktivste Zeit
Politisch links orientiert entwickelte sich Mailer zu einem scharfen Kritiker der US-amerikanischen Gesellschaft. Für seine Reportage über die amerikanische Protestbewegung gegen den Vietnamkrieg Heere aus der Nacht erhielt er 1969 den Pulitzer-Preis, ebenso 1980 für Gnadenlos (The Executioner’s Song), einen Tatsachenroman über den Mörder Gary Gilmore und dessen Hinrichtung im Jahr 1977. Über Gnadenlos kam es zur Kontaktaufnahme mit dem Kriminellen Jack Henry Abbott, für dessen Entlassung sich Mailer einsetzte.
Abbott wurde im Juni 1981 freigelassen, sechs Wochen später erstach er in einem nichtigen Streit einen 22-jährigen New Yorker.
In dem Dokumentarfilm When We Were Kings – Einst waren wir Könige (Regie: Leon Gast; 1997 Oscar für den besten Dokumentarfilm) kommentierte er gemeinsam mit George Plimpton den historischen Boxkampf Rumble in the Jungle (dt.: „Der Kampf im Dschungel“) zwischen dem damaligen Schwergewichts-Weltmeister George Foreman und dem Ex-Weltmeister Muhammad Ali, der am 30. Oktober 1974 in Kinshasa (Zaire, heute: Demokratische Republik Kongo) stattfand. Norman Mailer schrieb darüber das Buch The Fight.
Norman Mailer veröffentlichte 1973 eine Biografie über Marilyn Monroe, die ursprünglich als Essay geplant war, sich aber zu einer Art Romanbiografie entwickelte, die allerdings keinem Anspruch auf Richtigkeit standzuhalten vermag. Dasselbe gilt für seinen 2007 erschienenen Roman über Adolf Hitler, in dem er letztlich nicht Hitler, sondern den „Teufel“ für Hitlers Taten verantwortlich erklärt. Außerdem verfasste er biografische Romane über Pablo Picasso und Lee Harvey Oswald.
Mailer kandidierte erfolglos für das Amt des Bürgermeisters in New York und war in den 1980er Jahren zeitweise Präsident der US-amerikanischen Sektion der Autorenvereinigung P.E.N.-Club. Seit 1968 trat Mailer auch als Filmregisseur in Erscheinung.

### Die letzten Jahre

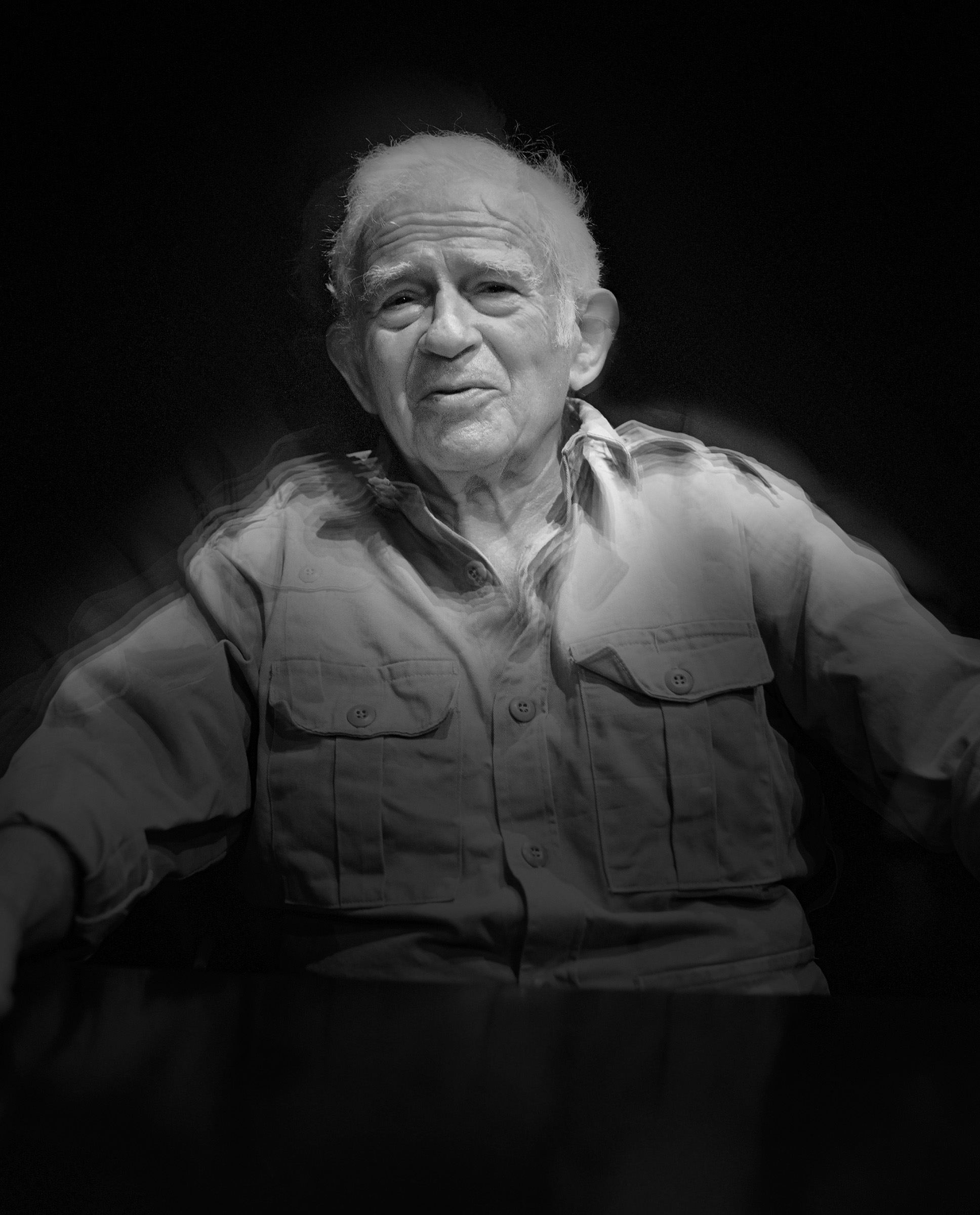
Norman Mailer fotografiert von Oliver Mark, Berlin 2002

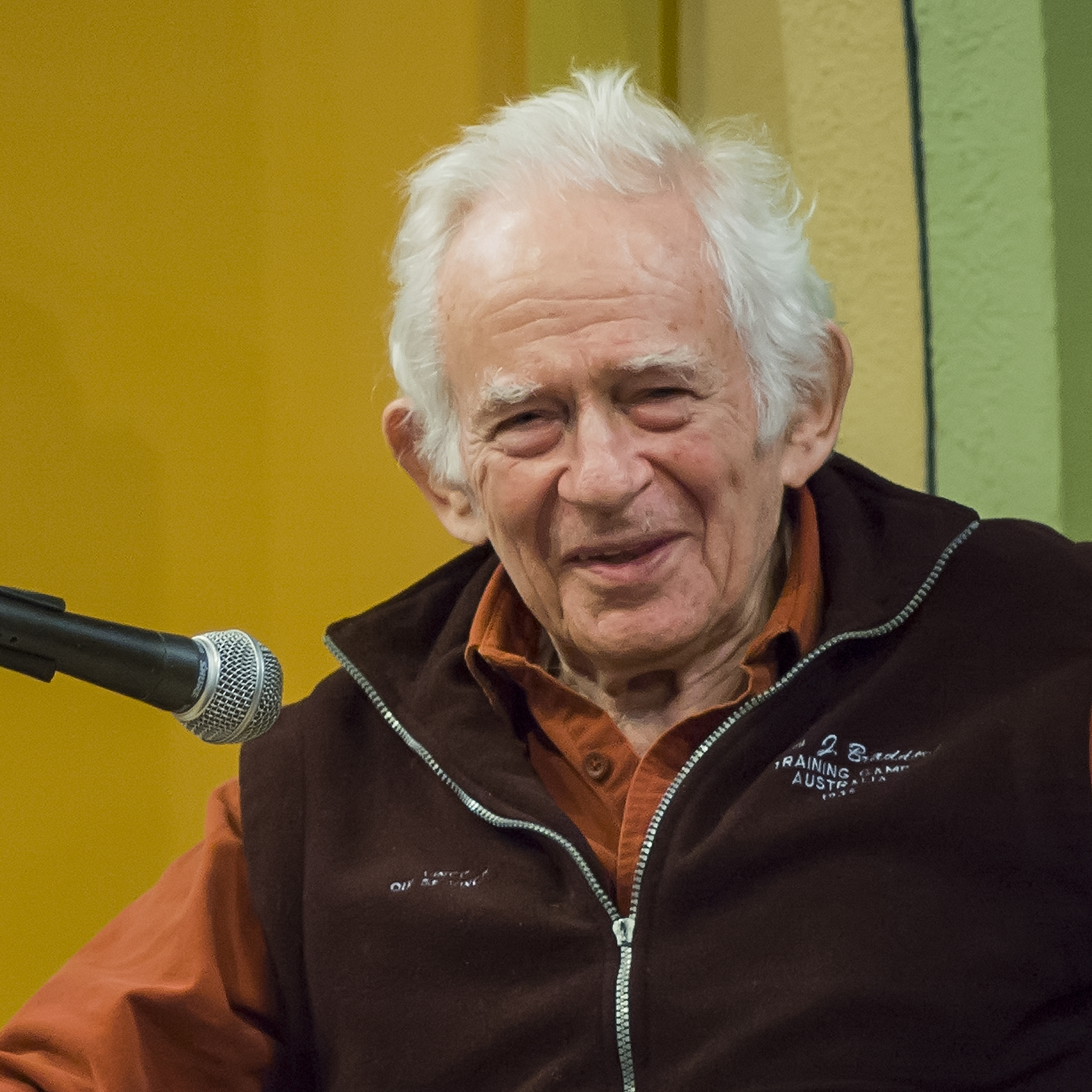
Norman Mailer, 2006

1999 verurteilte Mailer den Einsatz der NATO im Kosovokrieg.
Ende April 2005 übergab Mailer sein privates Archiv von über 10.000 Briefen, bisher unveröffentlichten Erzählungen sowie weiteren Aufzeichnungen und Manuskripten an die University of Texas und erhielt dafür 2,5 Millionen US-Dollar.
2005 war Mailer Gaststar in der Serie Gilmore Girls, in der er als Autor im Dragonfly Inn, dem Hotel, das einer der Hauptfiguren, Lorelai Gilmore, gehört, interviewt wird. Sein 1966 geborener Sohn Stephen Mailer spielte den Interviewer. Die Folge heißt Tanz der Hormone (Norman Mailer, I’m pregnant).
Mailer solidarisierte sich 2006 mit Günter Grass, als dieser vor allem von vielen Journalisten kritisiert wurde, weil er sich erst sehr spät zu seiner Mitgliedschaft in der Waffen-SS bekannte, der er am Ende des Zweiten Weltkrieges sechs Monate angehört hatte. Mailer verteidigte Grass: „Hätte ich in seinen Schuhen gesteckt, wäre ich wohl bei der SS gelandet.“ Das lange Schweigen von Grass verglich er mit seiner Messerattacke 1960 auf seine damalige Frau, die Malerin Adele Morales, die Mailer eine Strafe von fünf Jahren Haft auf Bewährung einbrachte. Er sei einfach überfordert gewesen, die Komplexität seiner Gedanken bei der Tat literarisch darzustellen, was er auch Grass zugutehielt.
Kurz vor seinem Tod veröffentlichte Mailer Das Schloss im Wald, einen Roman über den jungen Adolf Hitler. Als Erzähler in diesem Roman wählt Mailer einen Gehilfen Satans namens Dieter, der berichtet, dass der Teufel bei der Zeugung Hitlers anwesend gewesen sei und so von seiner Seele Besitz ergriffen habe.
Mailer heiratete insgesamt sechs Mal, hatte neun Kinder und lebte zuletzt mit dem ehemaligen Fotomodell Norris Church in Provincetown auf der Halbinsel Cape Cod im Südosten von Massachusetts. Norman Mailer starb am 10. November 2007 im Alter von 84 Jahren an Nierenversagen im Mount Sinai Hospital in New York City.

## Auszeichnungen (Auswahl)
- 1969: Pulitzer-Preis für The Armies Of The Night
- 1967: Mitglied der American Academy of Arts and Letters[13]
- 1970: Mitglied der American Academy of Arts and Sciences
- 1980: Pulitzer-Preis für The Executioner's Song
- 2002: Österreichisches Ehrenkreuz für Wissenschaft und Kunst I. Klasse
- 2005: National Book Award für sein Lebenswerk
- 2006: Aufnahme als Mitglied in die französische Ehrenlegion in Anerkennung von Mailers literarischer Arbeit und seiner engen Bindung an Frankreich

## Werke

### Fiction
- The Naked And The Dead, 1948
  - Die Nackten und die Toten, Herbig, Berlin-Grunewald 1950
  - Die Nackten und die Toten, LangenMüller, Stuttgart 2018, ISBN 978-3-7844-3438-4
- Barbary Shore, 1951
  - Am Rande der Barbarei, Herbig, Berlin-Grunewald 1952
- The Deer Park, 1955
  - Der Hirschpark, Herbig, Berlin-Grunewald 1956
- An American Dream, 1965
  - Der Alptraum. Roman, Droemer Knaur, München/Zürich 1965
- The Short Fiction of Norman Mailer, 1967
  - Masken des Todes und andere Stories, Moewig, Rastatt 1984, ISBN 3-8118-6152-2
- Why are we in Vietnam?, 1967
  - Am Beispiel einer Bärenjagd, Droemer Knaur, München/Zürich 1970
- The Executioner’s Song, 1979
  - Gnadenlos, Moewig, München 1979, ISBN 3-8118-7000-9
- Of Women and Their Elegance, 1980
  - Ich, Marilyn M. Meine Autobiographie. Mit Fotos von Milton Greene, Scherz, Bern/München/Wien 1981, ISBN 3-502-18443-7
- Ancient Evenings, Little, Brown and Company, Boston/Toronto 1983 (Entstehungszeit 1972 bis 1982)
  - Frühe Nächte, ins Deutsche übertragen von Günter Panske. Herbig, München/Berlin 1983, ISBN 3-7766-1282-7
- Tough Guys Don’t Dance, 1984
  - Harte Männer tanzen nicht, Herbig, München/Berlin 1984, ISBN 3-7766-1268-1
- Harlot’s Ghost, 1991
  - Das Epos der geheimen Mächte, Herbig, München
    - Ring 1. – Gespenster, 1991, ISBN 3-7766-1705-5
    - Ring 2. – Feinde, 1992, ISBN 3-7766-1736-5
- The Gospel According To The Son, 1997
  - Das Jesus-Evangelium, Bertelsmann, München 1998, ISBN 3-570-00226-8
- The Castle in the Forest, 2007, Siehe auch: Bad Sex in Fiction Award
  - Das Schloss im Wald, LangenMüller, München 2007, ISBN 978-3-7844-3104-8.
- JFK: Superman Comes to the Supermarket: A Pointed Portrait of a Political Campaign, de./en., Taschen, Köln 2014, ISBN 978-3-8365-4904-2.[14]

### Non-Fiction
- The White Negro, 1957
- Advertisements for Myself, 1959
  - Reklame für mich selber, Übersetzung Werner von Grünau, Wilfried Sczepan. Herbig, Berlin-Grunewald 1956
    - ergänzt um die Erzählung Der Killer als: Die Sprache der Männer. Erzählungen und anderes. 1939–1969. Reclam (RUB 761), Leipzig 1978
- Superman Comes to the Supermarket. Essay über John F. Kennedy, Esquire, November 1960
  - JFK. Superman kommt in den Supermarkt (Hrsg. Nina Wiener), Taschen Verlag 2017, ISBN 978-3-8365-6254-6.[15]
- The Armies of the Night. Signet Books, New York 1968
  - Heere aus der Nacht. Geschichte als Roman. Der Roman als Geschichte, Droemer Knaur, München/Zürich 1968
- Miami and the Siege of Chicago, 1968
  - Nixon in Miami und die Belagerung von Chicago, Rowohlt, Reinbek 1969
- Of a Fire on the Moon, 1969
  - Auf dem Mond ein Feuer. Report und Reflexion, Droemer Knaur, München/Zürich 1971, ISBN 3-426-08977-7
- The Prisoner of Sex, 1971
  - Gefangen im Sexus, Droemer Knaur, München/Zürich 1972, ISBN 3-426-08809-6
- St. George and the Godfather, 1972
  - St. Georg und Luzifer, Droemer Knaur, München/Zürich 1972, ISBN 3-426-05578-3
- Existential errands, 1972
  - Und nichts als die Wahrheit. Essays, Studien, Glossen, Droemer Knaur, München/Zürich 1973, ISBN 3-426-08857-6
- Marilyn, 1973
  - Marilyn Monroe. Eine Biographie, Droemer Knaur, München/Zürich 1973, ISBN 3-426-05584-8
- The Fight, 1975
  - Der Kampf, Droemer Knaur, München/Zürich 1976, ISBN 3-426-08862-2
- Pieces & Pontifications, 1982
- Oswald’s Tale. An American Mystery, 1995
  - Oswalds Geschichte. Der Fall Lee Harvey Oswald. Ein amerikanisches Trauma, Herbig, München 1995, ISBN 3-7766-1903-1
- Portrait of Picasso as a Young Man. An Interpretative Biography, 1995
  - Picasso. Portrait des Künstlers als junger Mann. Eine interpretierende Biographie, Piper, München/Zürich 1996, ISBN 3-492-03878-6
- Why Are We At War?, 2003
  - Heiliger Krieg. Amerikas Kreuzzug, Rowohlt, Reinbek 2003, ISBN 3-498-04492-3
- The Spooky Art: Some Thoughts on Writing, New York: Random House, 2003, ISBN 0-394-53648-7

### Filmografie
Regie und Drehbuch
- 1966: Mord aus zweiter Hand (An American Dream) (nach seinem Roman An American Dream)
- 1968: Wild 90
- 1968: Beyond the Law
- 1970: Maidstone
- 1987: Harte Männer tanzen nicht (Tough Guys Don’t Dance)[16]